# Götheborgs Weko-lista

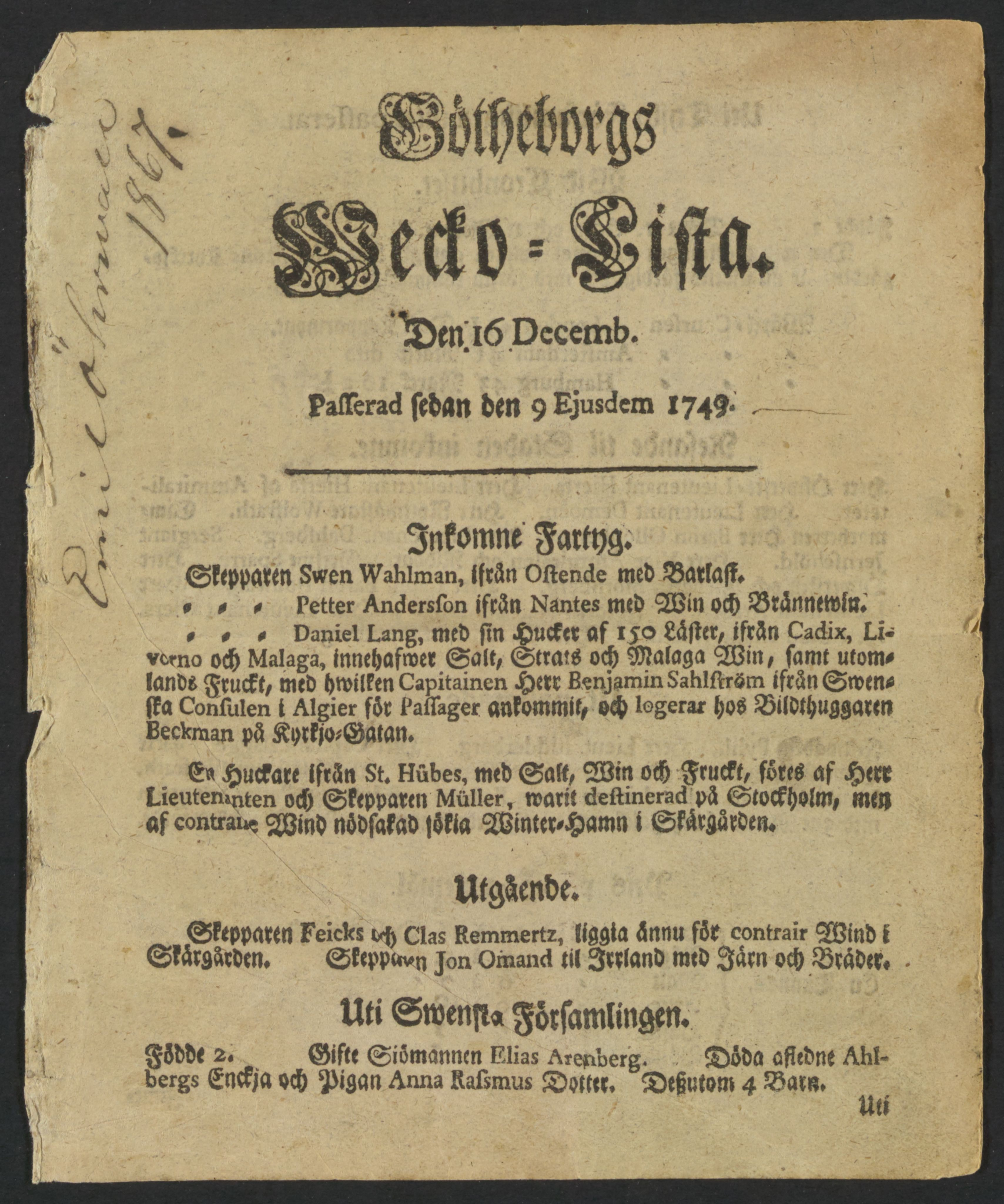
Götheborgs Wecko-lista, 16 december 1749.

Götheborgs Weko-lista, eller Götheborgs Wecko-Lista (även Wekolista respektive Weckolista)  var Göteborgs första tidning som gavs ut regelbundet. Den gavs ut under perioden 16 december 1749 - 30 december 1758. Utgivare var boktryckaren Johan Georg Lange junior, dotterson till Göteborgs förste boktryckare, Amund Grefwe. Tidningen, som till formatet motsvarade ungefär ett fyrsidigt litet postpappersark, gavs ut varje måndag och kostade två daler silvermynt per år, på skrivpapper 16 öre mera. Wekolistans innehåll utgjordes mest av "några enfaldiga tankar och oskyldiga kritiker över allehanda i det allmänna levernet förekommande fel och svagheter jämte lustiga och oförargliga historier". Boktryckare Langes litteräre medhjälpare vid redigeringen av Wekolistan var kyrkoherden i Ljungby, Olaus Ekebom.
Formatet var vanligtvis 16 x 12,4 centimeter. Tre onumrerade provtryck gavs ut: den 16, 23 och 30 december 1749. Därefter kom 52 eller 53 nummer ut per år, under åren 1750—1758. Tryckstilen var fraktur.
Med början i januari 1759 övergick Wekolistan i Götheborgska Magasinet vilket fortsatt trycktes av Johan Georg Lange junior men utgavs av Johan Rosén.

## Fotnoter
1. ↑  Sveriges periodiska litteratur 1645-1899. Bibliografi. Del 1: 1645-1812